# Климковка (Полтавская область)
Климковка (укр. Климківка) — село в Надеждинском сельском совете Диканьском районе Полтавской области Украины.
Код КОАТУУ — 5321084003. Население по переписи 2001 года составляло 83 человека.

## Географическое положение
Село Климковка находится на берегу реки Великая Говтва, выше по течению на расстоянии в 2 км расположено село Межгорье, ниже по течению примыкает село Надежда.
Рядом проходит автомобильная дорога Т-1721 .

## Экономика
- Молочно-товарная ферма.